# دان تشوي
دان تشوي (بالإنجليزية: Dan Choi)‏ هو لغوي أمريكي، ولد في 22 فبراير 1981.